# トミー・ベルセッティ
トミー・ベルセッティ(Tommy Vercetti)は、ロックスター・ゲームスが2002年に発売したクライムアクションゲーム『グランド・セフト・オート・バイスシティ』に登場する架空の人物であり、同作品の主人公。声優はレイ・リオッタが担当した。

## キャラクターデザイン
イタリア系アメリカ人のトミーは高身長で浅黒くハンサムな容姿、梳かされたほぼ黒の焦げ茶の髪、常に無精髭を生やした人間として描写がされる。彼は最初に濃い青の椰子の木がプリントされた淡い青緑色のハワイアンシャツと首に金の真珠のネックレス、左手首に金の時計、一着の青いジーンズ、白のスニーカーを着けて現れた。この衣装はトミーの「外出着」として知られるようになる。ゲームが進むにつれてトミーはさらなる持ち衣装を提供される。彼は黒いワイシャツの上から袖が巻き上げられた青紫のパステルカラーのスーツと黒いローファーを入手でき、同様に「Mr.Vercetti」とのラベルがつけられた濃いピンストライプのスーツ(トニー・モンタナ(Tony Montana)のユニフォームに類似)のオプションも手に入れられる。薄緑色の衣装はホッケーマスクを備えた銀行強盗を行うために利用でき、そしてとりわけ他の多くの中でも同盟ギャングのユニフォームを着用することさえできる。
トミー・ベルセッティはいくつかの点で1983年の映画『スカーフェイス』の架空の麻薬王トニー・モンタナの特徴を示している。これはバイスシティに実装されている映画の重苦しいテーマ・外観と一致している。これらの特徴の中で、彼の旧居(リバティーシティ)からの追放、彼の成り上がり(都市の財産と富、モンタナ邸と同様のインテリアも見せびらかす大邸宅を得た)。トミーは雇われた殺し屋でもあり、トニー・モンタナのようにトミーは彼の協力者(ランス・ヴァンス)の殺害、一時的なボス(リカルド・ディアス)の事業の引き継ぎ、元リーダー(ソニー・フォレッリ)への反抗を行った。唯一の注目すべき違いは、モンタナ邸での最後の銃撃戦でモンタナが最終的に殺されるのに対し、トミー邸での最後の銃撃戦はトミーが独力で敵対者達を倒して生き残ったことである。 

### 特徴
トミー・ベルセッティは知的かつ気まぐれな人間として描写されている。彼は怒りやすく、すぐに暴力に頼ろうとする。彼は殺人を躊躇わないが、犠牲者の多くは同様にトミーを殺そうとしていたか彼らが殺される必要がある何かをしている。これら全てにもかかわらず、トミーはメルセデス・コルテス(Mercedes Cortez)やアーネスト・ケリー(Earnest Kelly)との彼の関係において見られるように柔和な面も見せており、特に後者を彼が子供時代に印刷所で父親と働いていた記憶により父親の姿と重ね合わせて見ていた。

## メインストーリー
1986年、リバティーシティの一大勢力マフィア「フォレッリ・ファミリー」の忠実なメンバーであったトミーは、殺人のために15年の刑期を終え、刑務所から出所する。ボスのソニー・フォレッリはトミーを厄介者扱いし、名目的にカポ（幹部）に昇進させ、組織のコカイン取引のためにバイスシティに送り込む。厄介払いされたことに憤るトミーであったが、現地の案内人である弁護士のケン・ローゼンバーグと共に仕事を行おうとする。ところが、コカインの取引現場を何者かに襲撃され、取引相手のヴィクター・ヴァンスは殺され、コカインも代金も両方奪われてしまう。報告を受け激怒したソニーは、トミーに奪われたコカインと金を確保するよう厳命する。
犯人を探るため、トミーは取引の仲介者であったコルテス大佐と会う。大佐は謝罪した上で必ず犯人を突き止めることを約束し、その上で金やコネクションを欲しているトミーに、さしあたって自らの裏仕事を紹介する。その仕事の中でトミーは取引相手で同じく犯人を探しているヴィクターの弟ランス・ヴァンスと出会い、またトミーの活躍を聞いて、不動産王エイブリー・キャリントンや麻薬王リカルド・ディアスからも裏仕事が舞い込むようになる。やがて大佐は犯人がディアスであったことを突き止め、トミーとランスは協力してディアスを殺して復讐を果たし、彼のシマをほぼそのまま乗っ取る。コカインと金を回収したトミーであったが、既にソニーには嫌気が差しており、彼を無視して自らをボス、ランスをアンダーボスとして独立してしまう。
引き続きトミーは、大佐やエイブリーの仕事を受けつつ、新たにキューバ人ギャングのボスであるウンベルト・ロビーナや、音楽プロデューサーのケント・ポールなどとの知遇も得る。また、物件を購入して運営も行い、偽札製造やポルノ映画の制作、銀行強盗などを手掛け、バイスシティの裏社会で名を高めていく。
トミーの裏切りに気づいたソニーは、彼を殺した後にその権益をそのまま奪い取ることを企てる。ソニーの動きに気づいたトミーは警戒するも、実は自身の扱いに不満を持つランスが裏切ってソニーに情報を流していたのだった。
ランスの協力を得ているソニーは部下を率いてトミーの屋敷を乗っ取り、取り返しにきたトミーを迎え撃つ。トミーはまず裏切ったランスを粛清し、その後、ソニーとその部下らを皆殺しにする。
現場にやってきたケンは事態を知って今後を心配するもののトミーが安心させ、さらに成り上がることを予告してゲームは終わる。

## 影響と分析

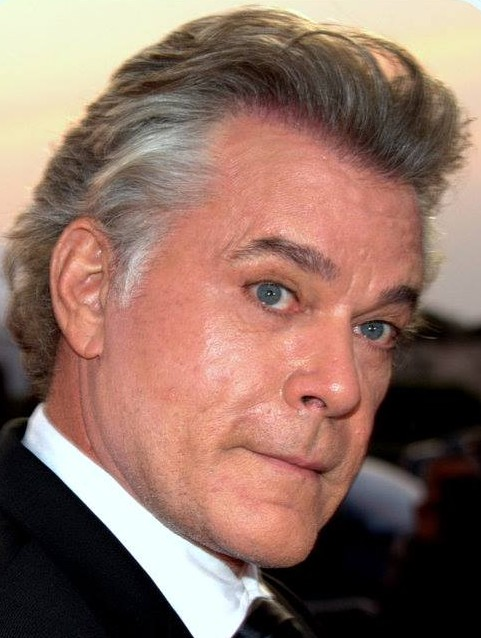
トミー・ベルセッティの吹き替えを行った俳優レイ・リオッタ(2014年のドーヴィル・アメリカン映画祭時の画像)

バイスシティの発売前にIGNはトミーは「1986年に『サムシング・ワイルド』(Something Wild)を観た全ての高校・大学の子供達に(俳優レイ・リオッタの)レイ・シンクレアの演技が残していったものと同種の印象を今日の子供たちに残す」だろうと述べた。彼らはまたリオッタのトミーの演技と『グッドフェローズ』でのリオッタのヘンリー・ヒルの演技を比較した。
トミーの彼の演技について問われた際、リオッタは「大変な仕事だった」と述べた。彼は「殆ど自分自身を(ゲーム開発者の)手に委ねて彼らが望むことは何でもするため、クリエイティブにやることはあまり無い」と語った。

## 評価
トミー・ベルセッティのキャラクター性はプレイヤーと批評家から非常に好意的なレビューを得ており、ベストゲームキャラクターのリストの多くに彼が入った。彼はIGNの「Grand Theft Auto Favorite Badasses」リストに入った。彼らは「私達は強いが寡黙なタイプを賞賛するのと同じぐらいにバイスシティが巡ってくる時までに我々は更に肉付けされた主人公を期待しており、我々はまさにそれをハワイアンシャツ好きのトミー・ベルセッティで得た」と述べた 。Crave Onlineもまた彼らの「最も記憶に残るGTAキャラクタートップ10」(Top 10 Most Memorable GTA Characters)の二番目にトミーを位置づけ、彼としてプレイすることは「清涼剤」だったと述べた。2008年、The Ageはベルセッティを史上29番目に優れたXboxキャラクターに位置づけ、レイ・リオッタの吹き替えを称賛し「ゲームを通してこのキャラクターはトニー・モンタナを繰り返している一方で、リオッタのスピーチは無鉄砲なユーモアのセンスを彼に与え、それが昔のスカーフェイスよりも彼を好ましい人物にしている」と述べた。リオッタは2003年のG-Phoria Awardsで「Best Live Action/Voice Male Performance」を同年のSpike Video Games Awardsでベルセッティとしての彼の演技で「Best Performance by Human」をそれぞれ受賞した。
GameDailyはコンピュータゲームのアンチヒーロートップ25リストの9位に彼を位置づけ、普通のチンピラから「80年代を統べたタフガイ」へと彼を変化させたリオッタの演技を称賛した。PlayStation Beyondもまた彼らの「ゲームのアンチヒーロートップ5」(Top 5 anti-heroes in gaming)でトミーを二番目におき、「トミー・ベルセッティについて私達が知っていることの全ては [...]彼がマフィアの一員で最近刑務所から出てきたことで彼がより悪人のように見えるようになり、彼をグランド・セフト・オートの最も反英雄的なキャラクターの一人にした」と語った。同様に、テレグラフはトミーを彼らのコンピュータゲームのアンチヒーロートップ10の9位に位置づけ、彼らが「GTA作品の主人公達を全てリストに入れることができた」が、彼らは「最も非道徳的なのを選ぶことに決めた」と述べた。UGO Networksはベルセッティを「コンピュータゲームで最も記憶に残る25人のイタリア人」(the 25 most memorable Italians in video games)リストの23位に位置づけた。Game Informerは「10年を定義した30のキャラクター」(The 30 Characters Who Defined A Decade)の中に彼を入れた。2013年、Complexは「ファッションリーダーだった12人のオールドスクールのゲームキャラクター」(12 Old School Video Game Characters Who Were Style Icons)リストの8番目にベルセッティを位置づけた。

## 関連リンク
- グランド・セフト・オート・バイスシティ